# Bataille d'Argaum
Deuxième guerre anglo-marathes
La bataille d'Argaum ou d'Argaon est livrée le 28 novembre 1803 pendant la deuxième guerre anglo-marathes, en Inde. Elle oppose une armée britannique commandée par le général Arthur Wellesley (le futur duc de Wellington) aux forces du Rajah de Berar commandées par Daulat Râo Sindhia de Gwalior, à Argaum, près de Lanja (en) dans l'ouest du Maharashtra. Très disputée et pendant longtemps incertaine, elle voit la victoire des Britanniques, dont trois bataillons se sont cependant débandés pendant le déroulement des combats.

## Sources
- George Bruce, The Paladin dictionary of battles, Paladin, Great Britain, 1986,  (ISBN 0-586-08529-7)